# Jacob van Dam van Noordeloos
Jacob van Dam van Noordeloos (Rotterdam, 29 september 1791 - Rotterdam, 19 februari 1872) was een Rotterdamse suikerfabrikant, stadsbestuurder provinciaal bestuurder en landeigenaar, die in 1848 als buitengewoon lid zitting had in de Tweede Kamer. Hij was zeven jaar gedeputeerde van (Zuid-)Holland. Hij gebruikte ook het pseudoniem V.D.N., bijvoorbeeld in de Navorscher.
Jacob van Dam van Noordeloos was de zoon van de koopman en bestuurder Dirk Willem van Dam van Noordeloos en Maria Aletta van Wageningen (vrouwe van Brakel). Zijn vader overleed reeds in 1795. Hij studeerde Romeins en hedendaags recht tussen 1809 en 1812 aan de Hogeschool van Leiden. In 1815 was hij in militaire dienst bij een compagnie te paard. Hij was van 1816 tot 1820 directeur en eigenaar van de suikerraffinaderij te Rotterdam. Hij was van 1824 tot 1838 lid van de Stedelijke Raad van Rotterdam, en van de Provinciale Staten van Holland respectievelijk Zuid-Holland van 1834 tot 1848. Vanaf 1838 was hij tevens lid van Gedeputeerde Staten van die provincie.
In 1829 kocht hij het herenhuis Noordeloos, dat hij als buitenhuis ging gebruiken. Hij ging zich sindsdien ook Van Dam Van Noordeloos noemen.
In juli 1848 werd hij gekozen als opvolger van Luzac in de Tweede Kamer der Staten-Generaal, maar hij bedankte hiervoor. Bij het aantreden van een Dubbele Kamer bij de Grondwetsherziening van 1848 werd hij wel buitengewoon lid van de Tweede Kamer. Als lid van de Dubbele Kamer steunde hij alle voorstellen tot Grondwetsherziening.
Van Dam van Noordeloos was lid van het Armbestuur en de Militieraad van Rotterdam, van de Maatschappij der Nederlandsche Letterkunde te Leiden (vanaf 1842). Hij is ongehuwd gebleven.